# 章宅
章宅又名章厅，位於江苏省昆山市周庄镇中市街44号，為周莊章氏世代居住之地。

## 历史
清初，章永廉曾在此設米肆救濟災民。後擴建兩大聼廿餘間。名綠天書屋，其重孙章騰龍（晚号绿天）晚年在此編撰【貞豐擬乘】，于清乾隆十八年(1753)编纂成，為已知首部周莊地方誌。兩大廳於清末毀於火，咸丰九年(1859)，陶煦在绿天书屋原址重建“仪一堂”。光绪八年(1882)前在此编撰《周庄镇志》。現為民居，分為四五家居住。宅後原有桂花樹兩株，為明代古樹，後因北面民宿擴建而被砍伐。

## 保护
2005年，该宅被列为昆山市级文物控制保护建筑。2009年9月，章宅公布为第四批昆山市文物保护单位。